# Beigangs Internationella Musikfestival
Beigangs Internationella Musikfestival (på kinesiska: 北港國際音樂文化藝術節) organiseras av Beigang Philharmonic Association (på kinesiska: 雲林縣北港愛樂協會) och äger rum i Beigang, Yunlin County, Taiwan. Sedan musikfestivalens grundande 2006 har den framgångsrikt pågått år efter år. Den är för närvarande den största internationella musikfestivalen i Yunlin County. Festivalen har en serie av konserter, mestadels för blåsinstrument (för solo, kammarmusik och blåsorkester), samt en utbildande del inom "Chia-hu-konservatoriet" (på kinesiska: 陳家湖音樂學院). Vidare organiserar festivalen kulturprogram för inbjudna musiker från olika länder. Konstnärlig ledare för Beigangs Internationella Musikfestival är pianisten Heinz Chen. 

## Beigang
Beigang (på kinesiska: 北港) är känt för sitt Chaotian-tempel. Eftersom den kulturella arenan i Beigang bara är aktiv under religiösa helgdagar har Beigang Philharmonic Association tagit på sig att förbättra Beigangs sektor för musikutbildning och uppträdande. Centrum för festivalen är i Beigang eftersom de flesta aktiviteterna äger rum där.

## Historia
År 2005 organiserade Beigang Philharmonic Association den första "Beigangs Musikfestival". Konserter hölls av Beigangs Träblåsarorkester samt av elever från Chia-Hu-konservatoriet i Beigang. År 2006 tilldelades Heinz Chen rollen som konstnärlig ledare för festivalen med uppdrag att höja festivalen till internationell nivå. Festivalen bytte namn till "Beigangs Internationella Musikfestival". Sedan dess har festivalen varit mycket populär bland publik, media och lokala politiker. Guvernör Su Ji-Feng och andra politiker har sedan 2005 besökt festivalen varje år. År 2007 besökte rektorn för "Hochschule für Musik Detmold", Prof. Martin Christian Vogel, festivalen i Beigang.

## Koncept
De flesta konserterna äger rum i Beigang, dessutom hålls konserter i Douliu City och Sinying City. Vid dessa evenemang spelas konstmusik (eller "klassisk musik"). Det anordnas dock också flera konserter med lättare musik, till exempel utomhuskonserten "Cultural Interaction Night" och klubbkonserter på lokala restauranger. 
Festivalen har som mål ett starkt kulturutbyte mellan musiker från hela världen. Dessutom gynnar den musik för barn och intresserade musikälskare. Av denna anledning organiseras ett pedagogiskt projekt i vilket de internationella artisterna delar med sig av sina kunskaper till elever från Beigang. 
Alla evenemang, undervisning inkluderat, är gratis för besökare. Festivalen ser sig själv som en välgörenhetsorganisation och vill se musik utan gränser där alla intresserade kan delta.

## Sponsorer
Beigangs Internationella Musikfestival stöds av Beigang Stad, Yunlin County och nationella regeringens kulturdepartement i Taipei. Instrumenttillverkare som Jupiter Band Instruments och Kawai, liksom Chaotiantemplet samt många lokala företag och privata sponsorer finansierar festivalen. År 2009 fick Beigangs Internationella Musikfestival stöd av Sibeliusakademin.

## Mediebevakning
Flera lokala dagstidningar och nationella veckotidningar samt TV-kanaler har rapporterat om Beigangs Internationella Musikfestival. Även "Lippische Landes-Zeitung" (Tyskland) har publicerat en artikel om festivalen.

## Musiker
Följande musiker har deltagit sedan 2006:
- Lauri Bruins, Klarinett
- Anita Farkas, flöjt
- Paz Aparicio García, saxofon
- Noémi Györi, flöjt
- Wilfried Stefan Hanslmeier, trombon
- Philipp Hutter, trumpet
- Christina Jacobs, saxofon
- Anniina Karjalainen, trumpet
- Sofia Kayaya, flöjt
- Mizuho Kojima, trombon och eufonium
- Zoltán Kövér, trumpet
- Anna Krauja, sopran
- Paavo Maijala, piano
- Lauri Sallinen, klarinet
- Juuso Wallin, valthorn

## Beigang Philharmonic Association
Huvudorganisatör för festivalen är Beigang Philharmonic Association. Dess medlemmar är frivilligarbetare och jobbar gratis. 